# Friedrich Hauser
Friedrich Hauser   (Stuttgart, 1859 - Baden-Baden, 20 de febrer de 1917) va ser un arqueòleg i historiador de l'art alemany.
Friedrich Hauser estudià arqueologia clàssica a la Universitat d'Estrasburg. Passà la seva vida a Roma. El 1903 l'Institut Arqueològic Austríac el va fer membre.
La seva obra clau és Die Neuattischen Reliefs (Stuttgart: Verlag von Konrad Wittwer, 1889) en la qual identificava l'estil que va anomenar "Neoàtic" respecte l'escultura produïda en l'hel·lenístic tardà en la Roma Imperial. El corpus que Hauser va anomenar "Neoàtic" consta de baix relleus en vasos decoratius i plaques que s'inpiren en els models "clàssics" dels segles V i IV a.C. en l'Atenes i el Àtica.